# Giardino delle Rose
Le Giardino delle Rose (jardin des Roses) à Florence est un parc situé dans la zone d'Oltrarno en contrebas de l'esplanade Michel-Ange (Piazzale Michelangelo),  accessible par  la via dei Bastioni et la via San Salvatore al Monte (une Via Crucis) qui relie le quartier San Niccolò à San Miniato al Monte.

## Histoire
Le jardin fut réalisé en 1865 par le même architecte qui construisit le piazzale, Giuseppe Poggi, sur une commande de la commune de Florence dans la perspective du transfert de la capitale de l'Italie de  Turin à Florence. Il couvre une superficie d'environ un hectare de terrain aménagé en terrasses duquel on jouit d'une splendide vue panoramique sur la ville, compris entre l'actuelle viale Poggi, rue de San Salvatore et des Bastioni.
D'abord rattaché à une villa  propriété des Padri Filippini et appelé podere di San Francesco, il fut ensuite divisé en terrasses par Attilio Pucci qui mit à profit sa situation et les murs de soutien des terrasses pour y installer une collection de rosiers.
En 1895, la jardin fut ouvert au public pendant la « Fête des Arts et des Fleurs » que la « Société des Beaux-Arts » et la « Société italienne d'horticulture » lancèrent cette année-là et qui se tient chaque mois de mai. Construit selon le modèle d'un jardin à la française, il compose un milieu naturel bucolique, mais en même temps rationnel. Le système d'irrigation, composé d'une citerne placée en hauteur, à proximité de la place et d'un ensemble de conduites qui apportent l'eau jusqu'aux nombreuses prises installées dans le jardin, est particulièrement intéressant.
En 1998, le jardin s'est enrichi d'un espace donné par l'architecte japonais Yasuo Kitayama, une oasis japonaise Shorai, donnée à Florence par la ville jumelée de Kyoto et par le temple Zen Kōdai-ji. 
De nos jours, le jardin compte environ 1 000 variétés botaniques dont quelque 350 sortes de rosiers anciens. 
Le parc comporte également depuis le 30 septembre 2011 des statues de Jean-Michel Folon :
- Un oiseau, 1993
- Chat-oiseau, 1994
- Chat, 1996
- Vingt-cinquième pensée, 2001
- Méditerranée, 2001
- Panthère, 2003
- Walking, 2003
- Je me souviens, 2003
- Partir, 2005  (une valise creuse donnant sur le panorama du centre historique).
- L’envol, 2005.

## Vues

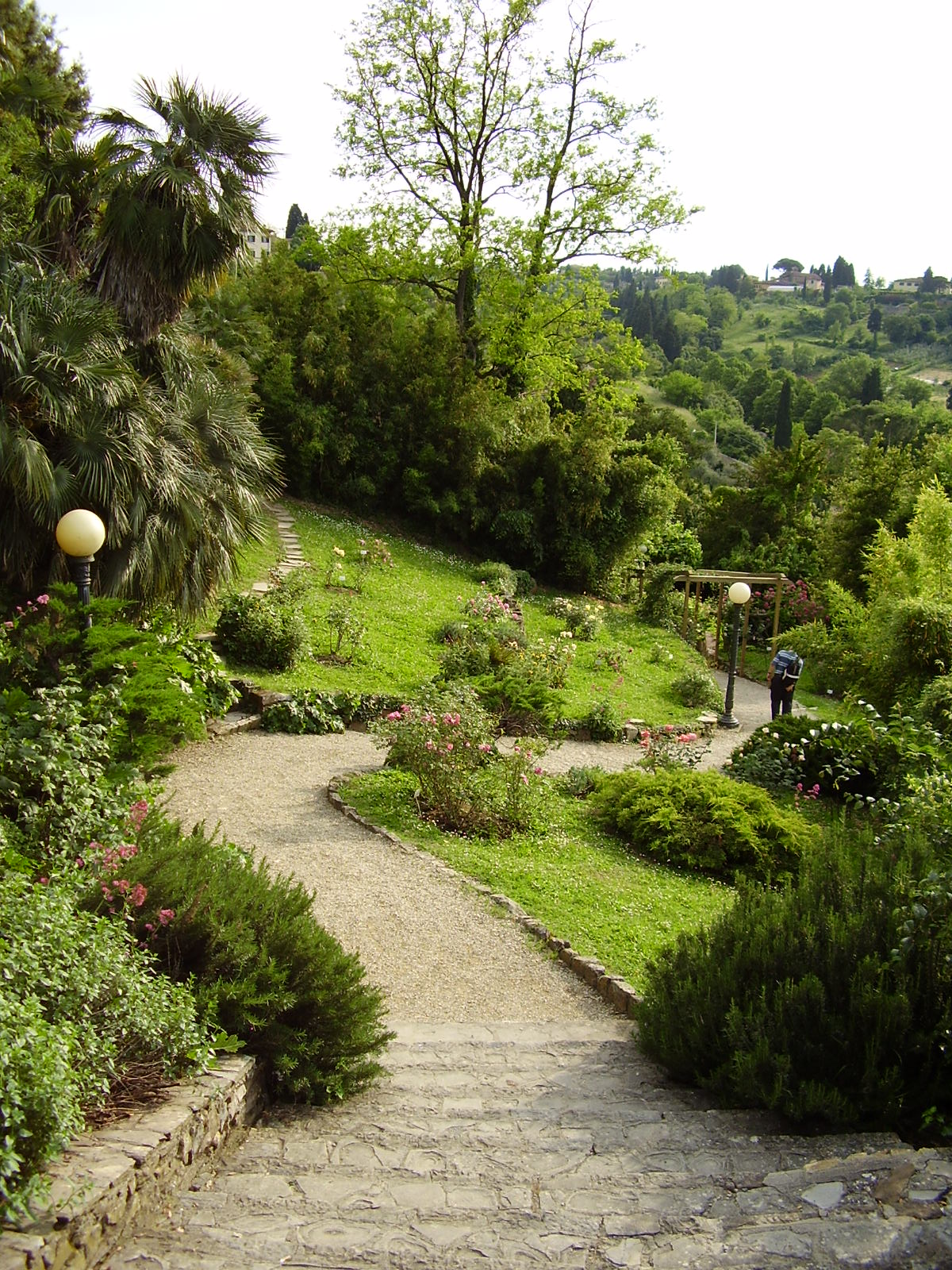
Allée.
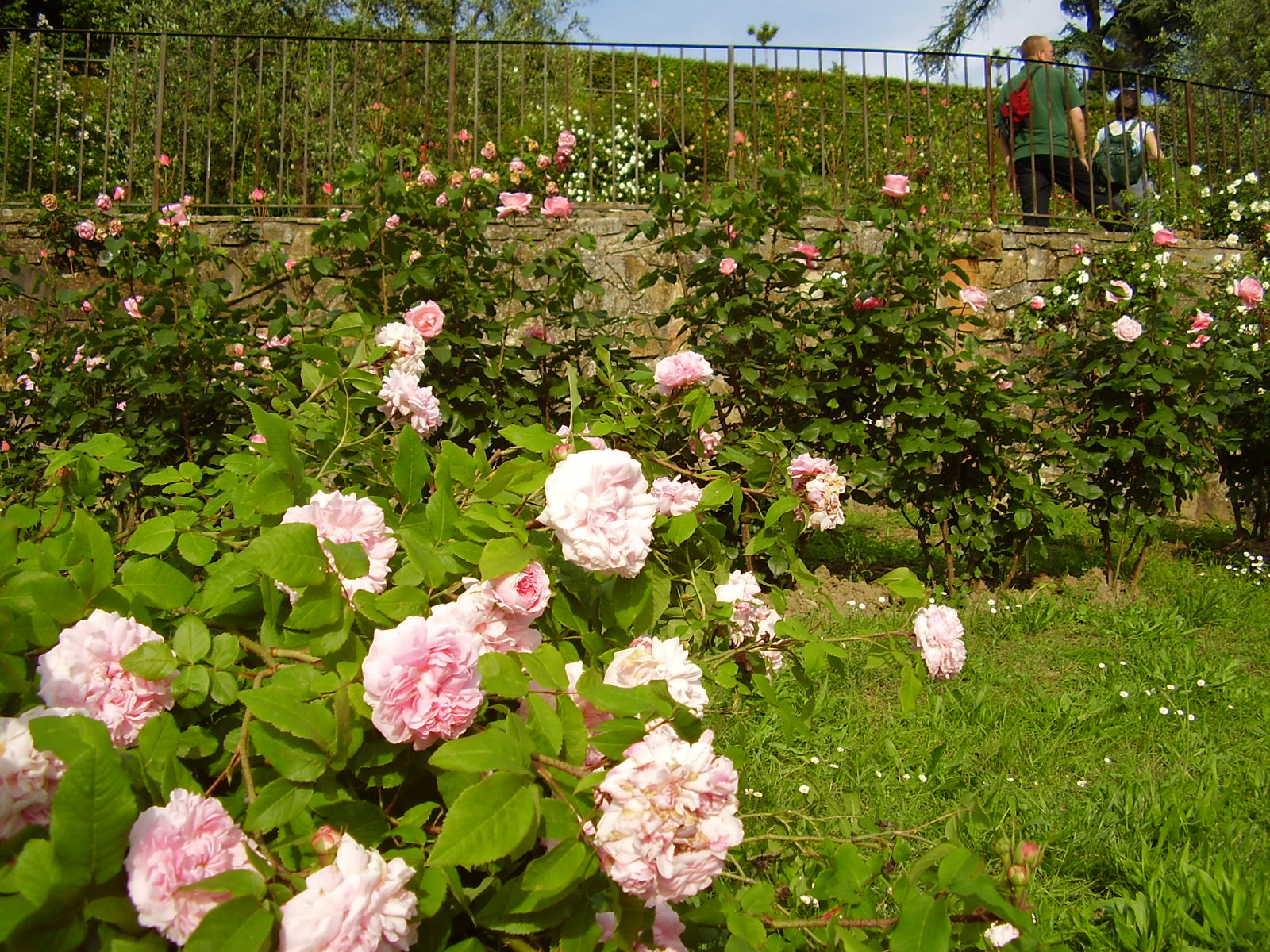
Rosier.
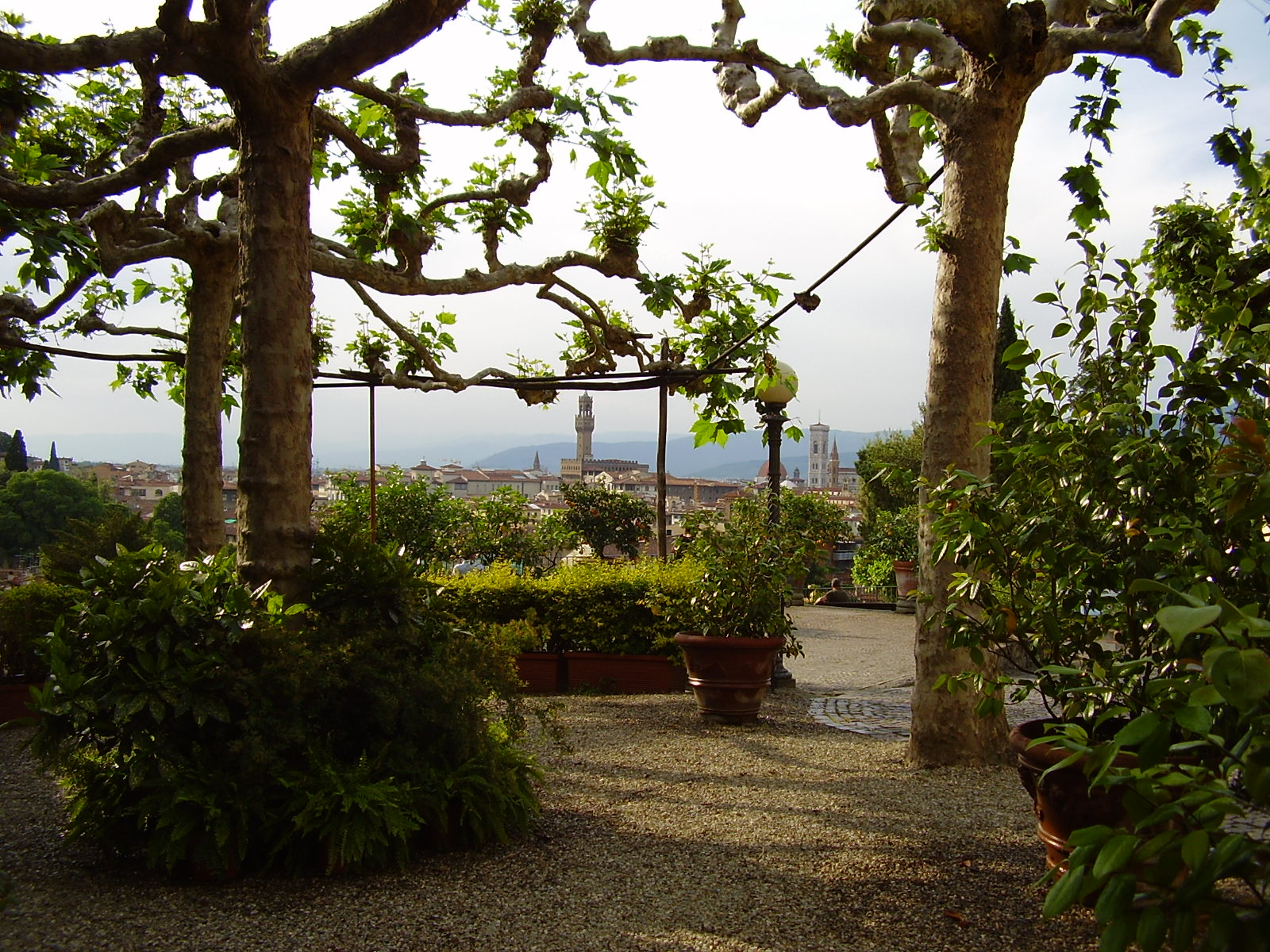
La terrasse.
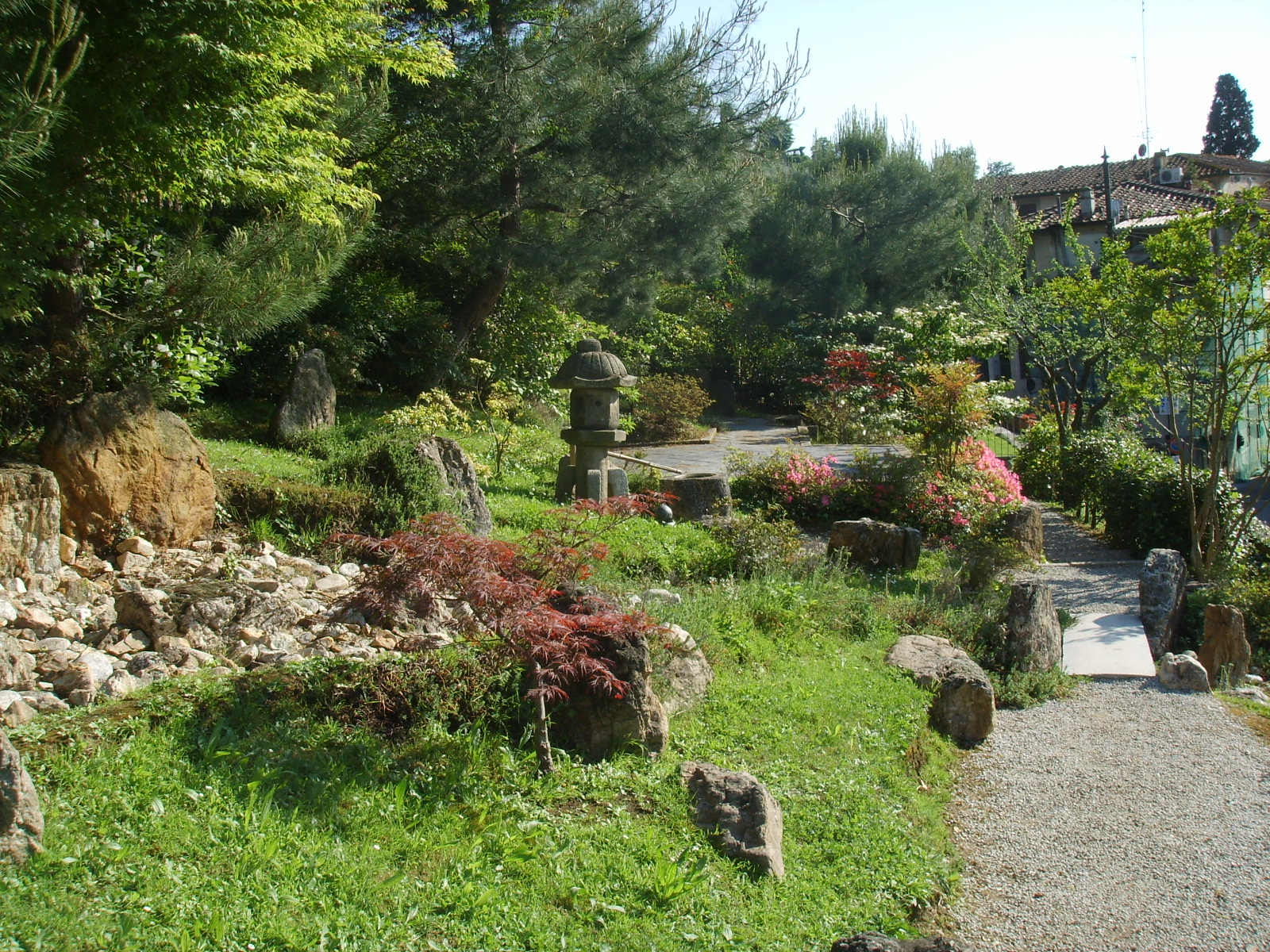
Le jardin japonais.